# إريك فيبورغ

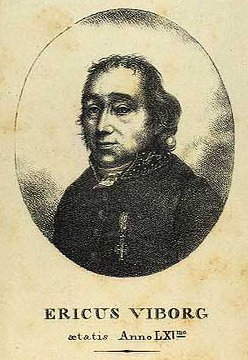
إريك فيبورغ عام 1820

إريك نيسن فيبورغ (5 أبريل 1759 - 25 سبتمبر 1822) كان طبيبًا بيطريًا وعالم نباتي دنماركي.
درس فيبورغ العلوم البيطرية على يد بيتر كريستيان أبيلدغارد في المدرسة البيطرية في كوبنهاغن وسرعان ما أصبح مساعدًا للأستاذ (في عام 1783).
من 1784 إلى 1787، سافر فيبورغ في أوروبا. بعد عودته حصل على جائزة من الأكاديمية الملكية الدنماركية للعلوم والآداب عن أطروحته حول «نباتات الرمل» (عشب مرام بشكل أساسي) واستخدامها لحماية الأراضي الزراعية من عامل الرياح. ثم تم تعيينه مدرس(بلقب أستاذ) في المدرسة البيطرية (1787-1790). في عام 1796، أرسل الملك فيبورغ إلى بولندا ورومانيا لشراء الفحول لمزرعة فريدريكسبورج. عندما تم تثبيت كرسي علم النبات في عام 1797 في جامعة كوبنهاغن ، أصبح فيبورغ حامله الأول متجاوزًا بذلك مارتن فال وربما تم ذلك بسبب روابط فيبورغ مع الدوائر العليا أكثر منه لجدارته العلمية. بعد وفاة أبيلدغارد في عام 1801، أصبح فيبورغ أستاذًا وعميدًا للمدرسة البيطرية - وهو المنصب الذي احتفظ به حتى وفاته. في عام 1816 انتخب عضوًا أجنبيًا في الأكاديمية الملكية السويدية للعلوم .
جنس البقول ويبورغية تم تسميته نسبة له.